# Pohela Boishakh
El Año Nuevo Bengalí (Bengalí: নববর্ষ Nôbobôrsho) o Poyela Boishakh (পহেলা বৈশাখ Pôhela Boishakh o পয়লা বৈশাখ Pôela Boishakh) es el primer día del calendario bengalí, celebrado en Bangladés y Bengala Occidental, y en las comunidades bengalíes en Assam y Tripura. Coincide con los días de Año Nuevo en numerosos calendarios del sur de Asia.

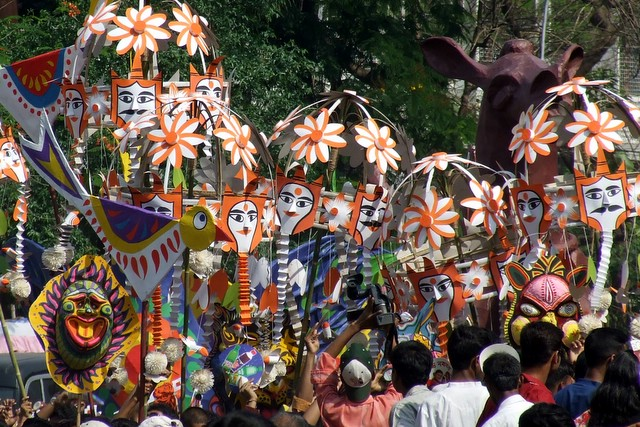
Celebraciones del festival del Pohela Baishakh en Daca.

Los festejos de Poila Boishakh conectan todas las etnias bengalíes, independientemente de las diferencias religiosas y regionales. En India, Bengala Occidental y Assam es una fiesta (estatal) pública celebrada a mediados de abril aunque a veces se suele celebrar en mayo por los riesgos lluviales que hay en abril. En Bangladés, es una fiesta nacional celebrada alrededor del 14 de abril de acuerdo con el calendario oficial modificado, diseñado por la Academia Bangla.

## Nombres
El Año Nuevo bengalí se denomina en bengalí como "Año Nuevo" (Bengalí: নববর্ষ Nôbobôrsho, de Sanskrit Navavarṣa) o "First of Boishakh" (Bengalí: পহেলা বৈশাখ Pôhela Boishakh o পয়লা বৈশাখ Pôela Boishakh). Nobo significa nuevo y Borsho significa año.

## Celebración en otros países

### Australia
En Australia, en año nuevo bengalí es celebrado en varias ciudades como Sídney, Melbourne y Canberra mediante Boishakhi Melas (ferias) donde las personas se reúnen para celebrar la cultura bengalí con bailes, shows de moda, puestos de venta de arte, música, ropas, comida, etc. Sin embargo, la celebración más grande del año nuevo bengalí en Australia es el Sidney Boishakhi Mela que se celebra tradicionalmente en la secundaria Burwood Girls pero desde 2006 se ha celebrado en el parque olímpico de Sídney. Atrae grandes multitudes y es un evento muy anticipado del calendario de la comunidad bengalí australiana.

### Reino Unido
La comunidad bengalí en Reino Unido celebran el año nuevo bengalí con un festival en las calles de Londres. Es el festival más grande asiático y europeo y el festival bengalí más grande fuera de Bengala Occidental.

## Festividades similares en otras culturas
Pohela Boishakh coincide con Año Nuevo en muchos calendarios del sur de Asia, incluyendo: 
- Año Nuevo Assamese o Rongali Bihu (Estado de India Assam)
- Año Nuevo Burmese, o Thingyan (Burma)
- Año Nuevo Jemer, o Chol Chnam Thmey (Camboya)
- Año Nuevo Lao, o Songkan/Pi Mai Lao (Laos)
- Año Nuevo Malayali, o Vishu (estado de India Kerala)
- Año Nuevo Oriya, o Maha Vishuva Sankranti (estado de India Orissa)
- Año Nuevo Nepalí, o Bikram Samwat/Vaishak Ek (Nepal)
- Año Nuevo Sinhalese, o Aluth Avurudhu (Sri Lanka)
- Año Nuevo Vishu (estado de India Kerala)
- Año Nuevo Tamil, o Puthandu (estado de India Tamil Nadu y Sri Lanka)
- Año Nuevo Tahi, o Songkran (Tailandia)
- Año Nuevo Tuluva, o Bisu (estado de India Karnataka)